# Philothamnus dorsalis
Espèce
Synonymes
- Leptophis dorsalis Bocage, 1866

Philothamnus dorsalis est une espèce de serpents de la famille des Colubridae.

## Répartition
Cette espèce se rencontre en Angola, au Congo-Kinshasa, au Congo-Brazzaville, en Gabon et au Cameroun.

## Publication originale
- Bocage, 1866 : Lista dos reptis das possessões portuguezas d'Africa occidental que existem no Museu Lisboa. Jornal de Sciencias Mathematicas, Physicas e Naturaes, Academia Real das Sciencias de Lisboa, vol. 1, p. 37-56 (texte intégral).